# Nore og Uvdal
Nore og Uvdal este o comună din provincia Buskerud, Norvegia.

## Obiective turistice
- Biserica de lemn